# Trojanowice (województwo łódzkie)
Trojanowice – wieś w Polsce położona w województwie łódzkim, w powiecie opoczyńskim, w gminie Żarnów.
Do 1870 istniała gmina Trojanowice.
W latach 1975–1998 miejscowość położona była w województwie piotrkowskim.
Wierni Kościoła rzymskokatolickiego należą do parafii św. Mikołaja w Żarnowie.

## Zabytki
Według rejestru zabytków Narodowego Instytutu Dziedzictwa na listę zabytków wpisany jest obiekt:
- park, nr rej.: 267 z 7.10.1976 i z 7.07.1994[7]